# 127 Puppis
127 Puppis (f Puppis) é uma estrela na direção da Puppis. Possui uma ascensão reta de 07h 37m 22.12s e uma declinação de −34° 58′ 06.9″. Sua magnitude aparente é igual a 4.53. Considerando sua distância de 358 anos-luz em relação à Terra, sua magnitude absoluta é igual a −0.67. Pertence à classe espectral B8IV/V.